# Jasmin Kolašinac
Jasmin Kolašinac (* 14. prosince 1988) je bývalý srbský fotbalový záložník, naposledy hrající bosensko-hercegovinskou ligu za celek NK Metalleghe BSI. Od ukončení kariéry dělá asistenta trenéra v celku NK Metalleghe BSI.

## Fotbalová kariéra
S fotbalem začínal v bosenském tehdy prvoligovém týmu NK Travnik, kde vydržel do roku 2011. Tehdy zamířil do českého druholigového týmu FC Graffin Vlašim, ovšem vydržel v něm pouze rok, během něhož odehrál 5 ligových zápasů, a vrátil se zpátky do Bosny a Hercegoviny. V Bosně našel angažmá v druholigovém týmu NK Podgrmec Sanski Most, odkud v lednu 2014 zamířil do týmu NK Metalleghe BSI.